# Tomisato (Čiba)
Tomisato (japonsky:富里市 Tomisato-ši) je město v prefektuře Čiba v Japonsku. Žije zde přes 50 tisíc obyvatel. Ekonomika města se orientuje na zemědělství, konkrétně na pěstování vodních melounů a rýže.